# 四谷三丁目駅
四谷三丁目駅（よつやさんちょうめえき）は、東京都新宿区四谷三丁目にある、東京地下鉄（東京メトロ）丸ノ内線の駅である。駅番号はM 11。

## 年表
- 1959年（昭和34年）3月15日：開業。
- 2004年（平成16年）4月1日：帝都高速度交通営団（営団地下鉄）民営化に伴い、当駅は東京地下鉄（東京メトロ）に継承される[2]。
- 2007年（平成19年）3月18日：ICカード「PASMO」の利用が可能となる[3]。

## 駅構造
相対式ホーム2面2線を有する地下駅。地下1階にホームおよび改札口があり、地上と連絡するエレベーターは2番線側に設置されているが、エスカレーターの設備はない。その後、1番線側もエレベーターとスロープの設置によってバリアフリー化されている。

### のりば
| 番線 | 路線     | 行先             |
| ---- | -------- | ---------------- |
| 1    | 丸ノ内線 | 荻窪・方南町方面 |
| 2    | 丸ノ内線 | 池袋方面         |

（出典：東京メトロ:駅構内図）
- 荻窪側に非常時用の渡り線がある。

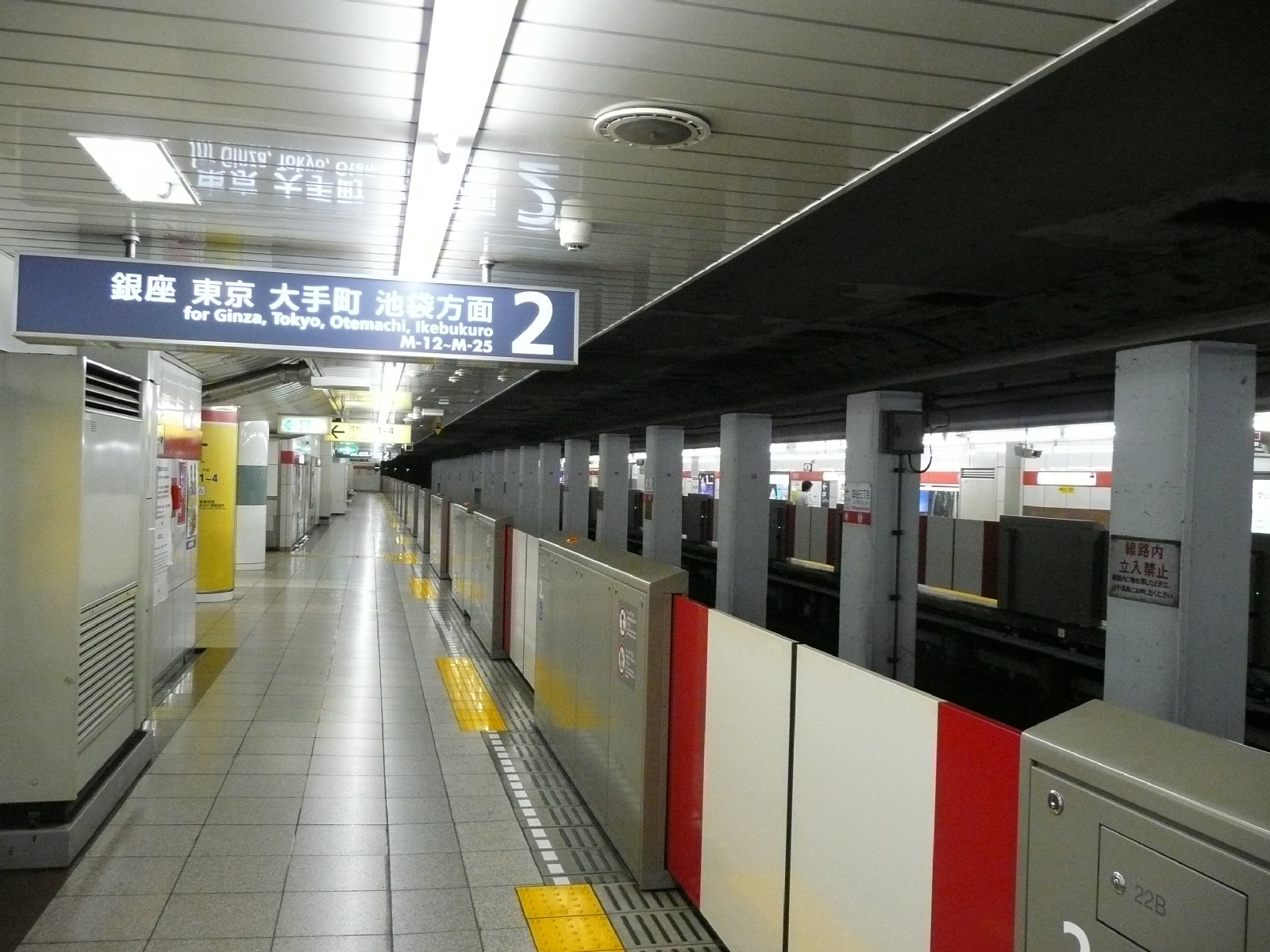
2番線ホーム（2008年7月）
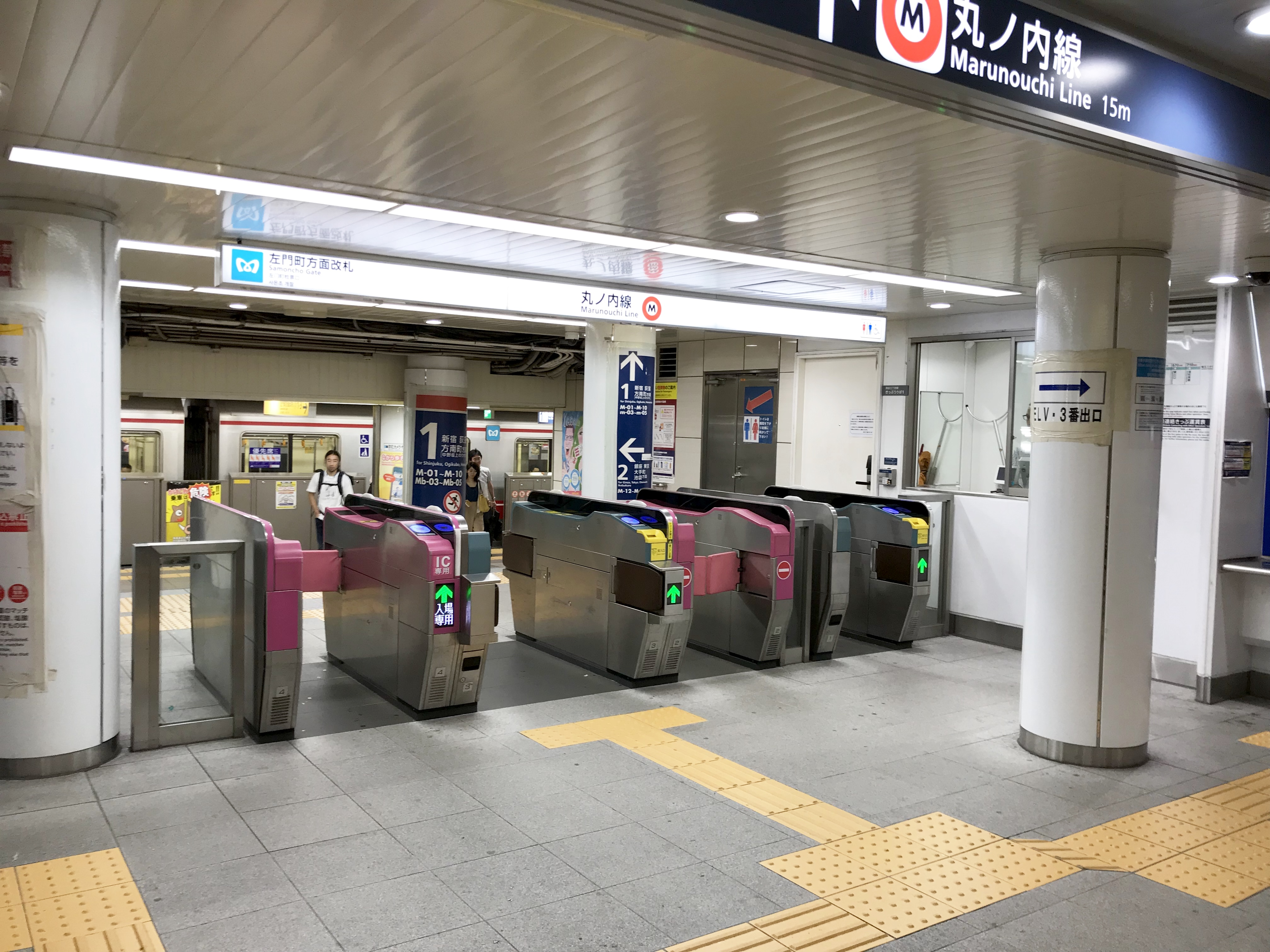
左門町方面改札口（2019年8月30日）
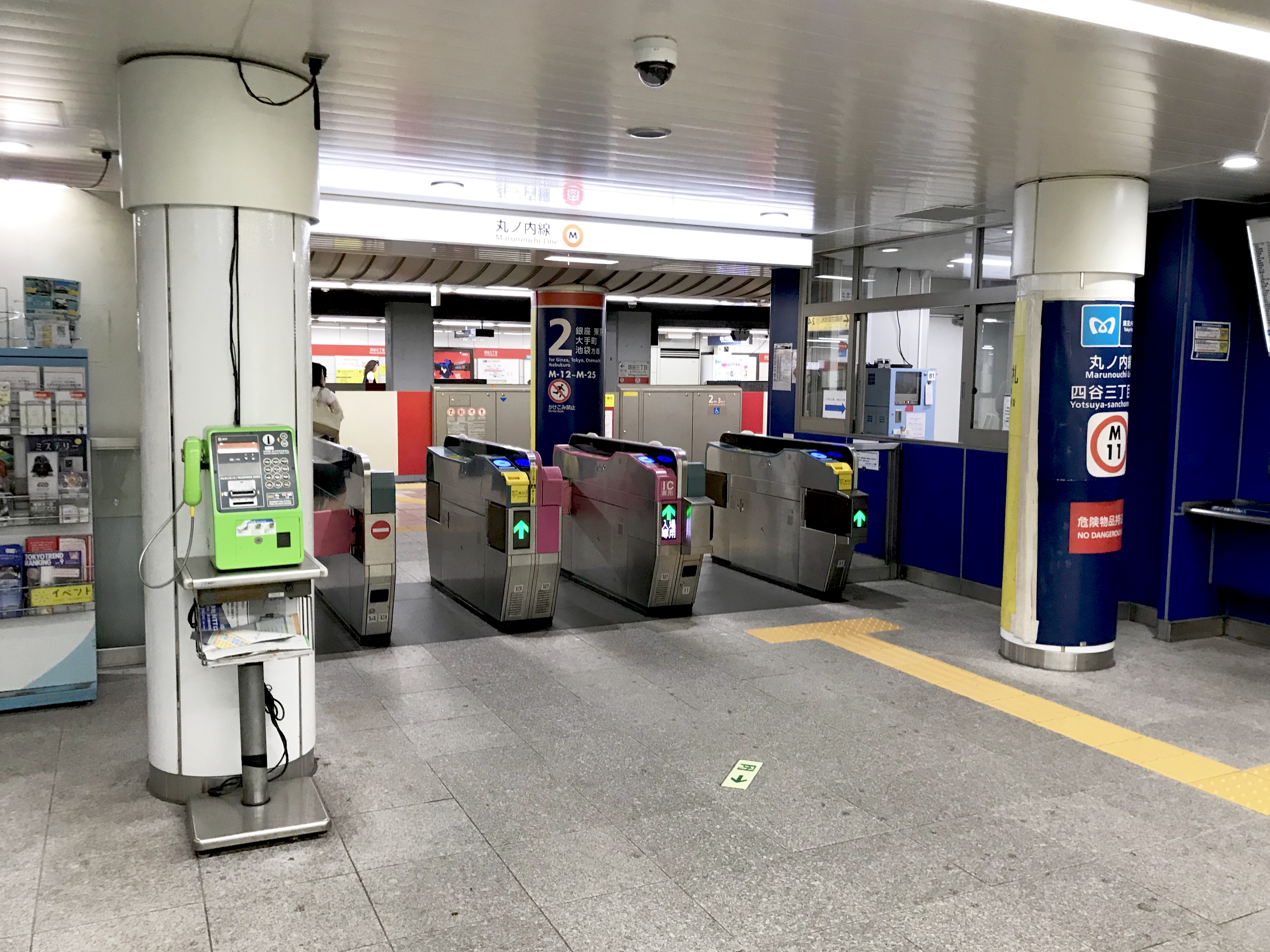
舟町方面改札口（2019年8月30日）

### 発車メロディ
ワンマン運転開始に伴い、スイッチ制作の発車メロディ（発車サイン音）が導入されている。
曲は1番線が「トレインライト」（福嶋尚哉作曲）、2番線が「cielo azur（碧空）」（三留研介・若林剛太作曲）である。

## 利用状況
2024年度の1日平均乗降人員は42,890人であり、東京メトロ全130駅中85位。
近年の1日平均乗降・乗車人員推移は下表の通り。
| 年度               | 1日平均 乗降人員 | 1日平均 乗車人員 | 出典     |
| ------------------ | ---------------- | ---------------- | -------- |
| 1990年（平成02年） |                  | 24,123           | [ * 1 ]  |
| 1991年（平成03年） |                  | 24,014           | [ * 2 ]  |
| 1992年（平成04年） |                  | 23,888           | [ * 3 ]  |
| 1993年（平成05年） |                  | 23,068           | [ * 4 ]  |
| 1994年（平成06年） |                  | 22,521           | [ * 5 ]  |
| 1995年（平成07年） |                  | 21,634           | [ * 6 ]  |
| 1996年（平成08年） |                  | 21,718           | [ * 7 ]  |
| 1997年（平成09年） |                  | 21,761           | [ * 8 ]  |
| 1998年（平成10年） |                  | 21,975           | [ * 9 ]  |
| 1999年（平成11年） |                  | 21,306           | [ * 10 ] |
| 2000年（平成12年） |                  | 21,400           | [ * 11 ] |
| 2001年（平成13年） |                  | 21,181           | [ * 12 ] |
| 2002年（平成14年） | 42,225           | 20,811           | [ * 13 ] |
| 2003年（平成15年） | 41,828           | 20,609           | [ * 14 ] |
| 2004年（平成16年） | 40,679           | 20,208           | [ * 15 ] |
| 2005年（平成17年） | 40,013           | 19,816           | [ * 16 ] |
| 2006年（平成18年） | 40,167           | 19,912           | [ * 17 ] |
| 2007年（平成19年） | 40,646           | 20,240           | [ * 18 ] |
| 2008年（平成20年） | 42,024           | 21,044           | [ * 19 ] |
| 2009年（平成21年） | 41,511           | 20,679           | [ * 20 ] |
| 2010年（平成22年） | 41,623           | 20,701           | [ * 21 ] |
| 2011年（平成23年） | 40,421           | 20,210           | [ * 22 ] |
| 2012年（平成24年） | 41,287           | 20,450           | [ * 23 ] |
| 2013年（平成25年） | 42,699           | 21,192           | [ * 24 ] |
| 2014年（平成26年） | 44,353           | 21,978           | [ * 25 ] |
| 2015年（平成27年） | 45,206           | 22,396           | [ * 26 ] |
| 2016年（平成28年） | 45,695           | 22,638           | [ * 27 ] |
| 2017年（平成29年） | 46,732           | 23,156           | [ * 28 ] |
| 2018年（平成30年） | 47,091           | 23,359           | [ * 29 ] |
| 2019年（令和元年） | 47,014           | 23,372           | [ * 30 ] |
| 2020年（令和02年） | 31,609           |                  |          |
| 2021年（令和03年） | 34,301           |                  |          |
| 2022年（令和04年） | 37,952           |                  |          |
| 2023年（令和05年） | 41,217           |                  |          |
| 2024年（令和06年） | 42,890           |                  |          |

## 駅周辺
国道20号（甲州街道・新宿通り）と東京都道319号環状三号線（外苑東通り）が交差する同名の交差点の直下にある。
- 東京消防庁 四谷消防署
  - 消防博物館
- 警視庁 四谷警察署
- 駐日韓国大使館 韓国文化院
- 四谷税務署
- 新宿区四谷保健センター
- 新宿歴史博物館
- 東京おもちゃ美術館
- 四谷通二郵便局
- みずほ銀行  四谷支店
- 三菱UFJ銀行  四谷支店

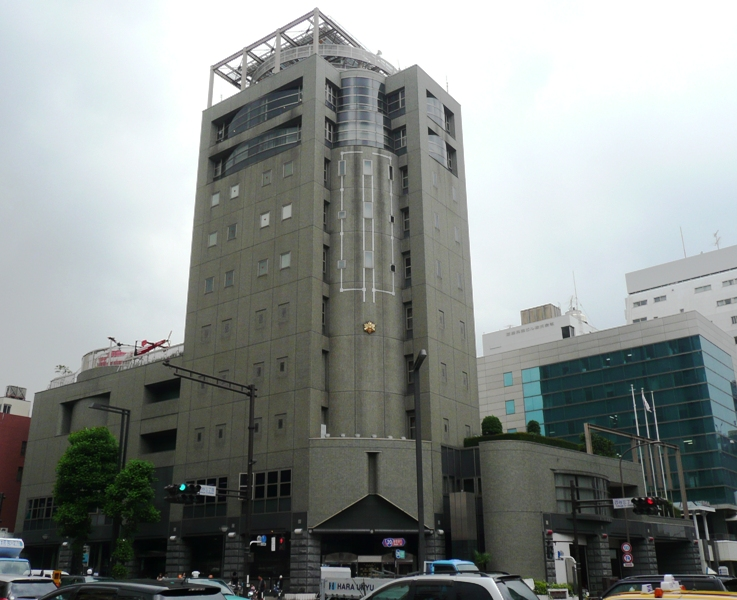
当駅と直結している消防博物館

- ホテルウィングインターナショナルプレミアム東京四谷
- 錦松梅本店
- NTT四谷ビル
- 創価学会本部
- 太田プロダクション
- サンミュージックプロダクション
- 河田町ガーデン
- 津の守坂通り
- 都営地下鉄新宿線 曙橋駅
- 東日本旅客鉄道（JR東日本）中央・総武線（各駅停車） 信濃町駅（外苑東通り経由、徒歩約10分）

## バス路線
四谷三丁目
- 品97：品川駅高輪口行 / 新宿駅西口行（都営バス）
- 早81：早大正門行 / 渋谷駅東口（循環）（都営バス）
- 深夜中距離バス：吉祥寺駅北口行 / 三鷹駅北口行（関東バス、運行休止中）

2000年12月11日までは、都営バスの都03系統の新宿駅西口 - 晴海埠頭間、田70系統の新宿駅西口 - 港区スポーツセンター間、四97系統の四谷駅前 - 品川車庫間が乗り入れ、深夜中距離バスも都営バスと関東バスで共同運行していた。なお都03系統の新宿駅西口行が使用していたバス停は、現在深夜中距離バスの乗り場となっている。

## 隣の駅
東京地下鉄（東京メトロ）
 丸ノ内線
新宿御苑前駅 (M 10) - 四谷三丁目駅 (M 11) - 四ツ谷駅 (M 12)